# Потрошение

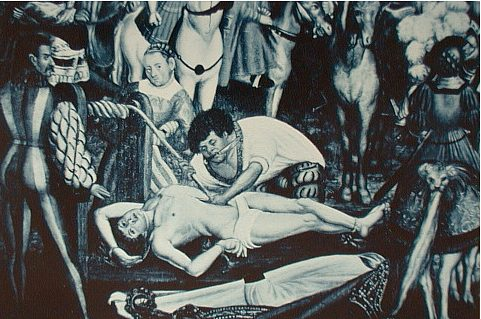
Смерть св. Эразма

Потроше́ние — вид пыток или смертной казни, при котором у живой жертвы изымались внутренности, в частности, кишечник. Описано в легенде о Святом Эразме (ум. в 303 году) и неоднократно встречается в европейских источниках Средневековья и раннего Нового времени. Потрошение, однако, имело практическое распространение в Англии, где применялось в качестве одного из элементов казни к осуждённым за государственную измену.

## В культуре
Потрошение показано в психологическом триллере «Клетка»: тёмный король-садист разрезает живот одного из сыщиков и наматывает тонкую кишку на лебёдку. 

## Потрошение как пытка
Если выпотрошить живое существо, это неизбежно приведёт к летальному исходу без серьёзного медицинского вмешательства. Исторически сложилось так, что потрошение использовалось как суровая форма смертной казни. Если удалить только кишечный тракт, смерть наступает через несколько часов ужасной боли. Жертва будет пребывать в полном сознании во время пытки, если жизненно важные органы не повреждены, и сможет увидеть, как у неё удаляют кишечник, но в конечном итоге потеряет сознание из-за потери крови. Однако в некоторых формах преднамеренного потрошения обезглавливание или удаление сердца и лёгких может ускорить смерть жертвы.

### Азия

###### Вьетнам
В различных отчетах утверждалось, что во время войны во Вьетнаме члены Вьетконга иногда преднамеренно использовали потрошение как средство психологической войны, чтобы принуждать и запугивать сельских крестьян. Пер Де Сильва, бывший глава сайгонского отдела Центрального разведывательного управления (ЦРУ), писал, что ещё с 1963 года подразделения Вьетконга использовали потрошение и другие методы нанесения увечий в качестве психологической войны. Потрошение и другие методы запугивания и пыток были направлены на то, чтобы запугать гражданских крестьян на местном уровне и заставить их сотрудничать с Вьетконгом или отговорить их от сотрудничества с южновьетнамской армией или её союзниками.

### Европа

###### Румыния
В начале 1941 года во время бухарестского погрома, в ходе которого было убито 125 мирных евреев, были зафиксированы многочисленные случаи пыток, в том числе потрошение.

###### Нидерланды
10 июля 1584 года Бальтазар Жерар застрелил Вильгельма Оранского, который выступал за независимость Нидерландов от короля Испании. Убийца был допрошен и почти сразу же приговорён к смертной казни. 14 июля, после различных пыток в течение каждого из пяти дней после убийства, Жерар был выпотрошен и расчленён ещё при жизни, после чего ему вырвали сердце, а затем обезглавили его голландские палачи.

###### Римская империя
Христианская традиция гласит, что Эразм Формийский, также известный как Святой Эльм, был наконец казнен путем потрошения примерно в 303 году нашей эры после того, как он перенёс крайние формы пыток во время преследований императоров Диоклетиана и Максимиана.

###### Англия
В Англии наказание «повешение, потрошение и четвертование» обычно применялось к мужчинам, осуждённым за государственную измену. Имелась в виду практика протаскивания человека за барьер (похожий на забор) по улицам, снятие его с барьера и (1) подвешивание за шею (но снятие перед смертью), (2) его медленное потрошение на деревянном блоке путём вскрытия его живота, удаления его внутренностей и других его органов (которые часто бросали в огонь), а затем обезглавливания и (3) четвертования. Голову и четвертины мужчины часто пропаривали и выставляли напоказ в качестве предупреждения другим. В рамках потрошения мужчину также обычно кастрировали, а его гениталии и внутренности сжигали.
Уильям Харрингтон является примером человека, которого пытали на дыбе, повесили, пока он не умер, а затем подвергли потрошению.

###### Германия
С XV века сохраняются постановления, грозящие страшной карой тем, кто содрал кору со стоящего дерева в обыкновенном лесу. Типичная формулировка содержится в постановлении 1401 г. из Оберурзеля:
...и кто будет пойман за обдиранием стоящего дерева, милость была бы для него более благотворна, чем закон; ибо, когда закон должен исполниться, тогда следует разрезать живот у пупка и вырвать кусок кишка. Кишка должна быть прибита к дереву, и нужно продолжать ходить вокруг этого дерева с человеком до тех пор, пока в его теле остается хоть какая-то часть кишки.
Джейкоб Гримм отмечает, что в записях того периода (XV век) не было обнаружено ни одного случая исполнения наказания, но 300–500 лет назад западнославянские племена, такие как венеды, как говорят, отомстили христианам, связав кишки к стоячему столбу и возили их, пока человек не был полностью выпотрошен. Говорят, что в XIII веке пруссы, в одном из сражений против тевтонцев захватили одного рыцаря в 1248 году и подвергли этому наказанию.

### Америка

###### Тескоко
Несауалькойотль, аколуанский правитель Тескоко, член Тройственного союза ацтеков (ныне Мексика), в XV веке издал свод законов, который частично сохранился. У тех, кто участвовал в пассивной роли гомосексуального анального полового акта, вырывали кишечник, затем их тела засыпали пеплом и, наконец, сжигали. Активный или проникающий партнёр просто задыхался в куче пепла.